# Гибридологический анализ
Гибридологи́ческий ана́лиз — один из методов генетики, способ изучения наследственных свойств организма путём скрещивания его с родственной формой и последующим анализом признаков потомства.
В основе гибридологического анализа лежит способность к рекомбинации, то есть перераспределению генов при образовании гамет, что приводит к возникновению новых сочетаний генов. 
В законченной форме гибридологический анализ был предложен Г. Менделем. Он же и применил его впервые, проводя скрещивания между растениями гороха. Им были сформулированы непреложные правила проведения гибридологического анализа:
- Скрещиваемые организмы должны принадлежать к одному виду.
- Скрещиваемые организмы должны чётко различаться по отдельным признакам.
- Изучаемые признаки должны стойко воспроизводиться из поколения в поколение.
- Необходимы характеристика и количественный учёт всех классов расщепления[2].

Гибридологический анализ является главным методом генетического анализа.